# Mateo Cruz
Mateo Cruz (* 8. März 1973) ist ein ehemaliger belizischer Straßenradrennfahrer.
Mateo Cruz belegte 2003 bei der belizischen Meisterschaft den dritten Platz im Straßenrennen. Im nächsten Jahr konnte er die Gesamtwertung der Tour of Belize für sich entscheiden. In der Saison 2006 war er bei der vierten Etappe der belizischen Landesrundfahrt erfolgreich und im nächsten Jahr gewann er mit seinem Team das Mannschaftszeitfahren in Hattieville. Außerdem wurde Cruz 2007 Erster beim Belmopan Cycling Classic.

## Erfolge
2004
- Gesamtwertung Tour of Belize

2006
- eine Etappe Tour of Belize

2007
- eine Etappe Tour of Belize (Mannschaftszeitfahren)